# Żelki
Żelki est une localité polonaise de la gmina rurale de Kobylnica située dans le powiat de Słupsk en voïvodie de Poméranie. Elle se trouve à environ 4 km au sud-ouest de Słupsk et 107 km à l'ouest de la capitale régionale Gdańsk.

## Géographie

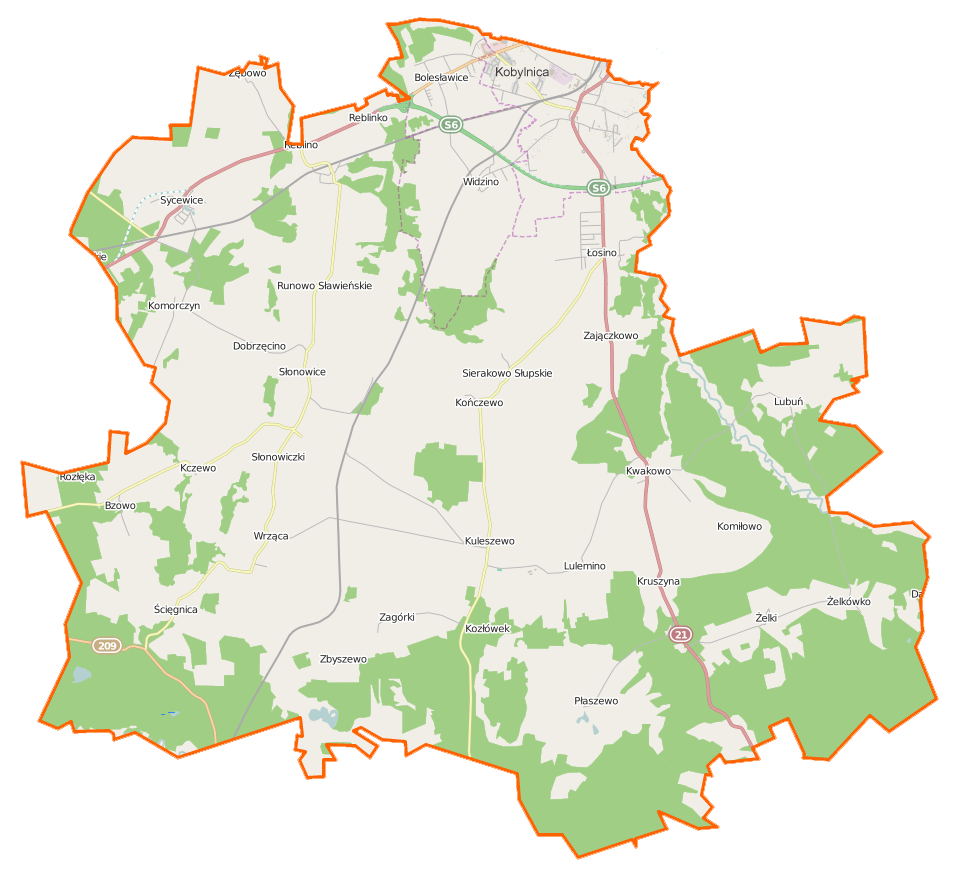
Carte de la gmina de Kobylnica.

## Histoire
De 1648 à 1945, Groß Silkow fait partie de l'arrondissement de Stolp dans le district de Köslin au sein de la province de Poméranie.